# Reele Komi
Reele Komi (* 29. Juli 1993 in Tallinn) ist eine estnische Squashspielerin. 

## Karriere
Reele Komi nahm mit der estnischen Nationalmannschaft in den Jahren 2018 und 2019 an den Europameisterschaften teil. Darüber hinaus gehörte sie zum estnischen Aufgebot beim European Nations Challenge Cup in den Jahren 2009 und 2010. 2011 wurde sie erstmals estnische Landesmeisterin und verteidigte diesen Titel dreimal in Folge. 2016, 2021 und 2022 belegte sie den zweiten, in den Jahren 2010, 2018 und 2019 den dritten Platz.

## Erfolge
- Estnische Meisterin: 4 Titel (2011–2014)